# Juanfran (ur. 1976)
Juanfran, właśc. Juan Francisco García (ur. 15 lipca 1976 w Walencji) – hiszpański piłkarz występujący najczęściej na pozycji lewego obrońcy.

## Kariera klubowa
Juan Francisco García zawodową karierę rozpoczął w 1994 w klubie ze swojego rodzinnego miasta – Levante UD. Miejsce w podstawowej jedenastce tego zespołu wywalczył sobie dopiero w sezonie 1996/1997, w którym rozegrał 33 spotkania. Po zakończeniu rozgrywek, w letnim okienku transferowym Hiszpan podpisał kontrakt z Valencią. W jej barwach 31 sierpnia 1997 w przegranym 1:2 pojedynku z Mallorcą zadebiutował w Primera División. Razem z „Los Ches” zajmował kolejno dziewiątą oraz czwartą pozycję w ligowej tabeli, zanotował także wygraną w Pucharze Króla.
Latem 1999 Juanfran przeniósł się do Celty Vigo. Grał w niej przez 5 sezonów, w trakcie których zdołał rozegrać 126 meczów. W 2000 zwyciężył w rozgrywkach Pucharu Intertoto, a rok później dotarł do finału Copa del Rey. W 2004 hiszpański obrońca zdecydował się opuścić rodzimą ligę i ostatecznie trafił do ligi tureckiej. Tam związał się umową z Beşiktaşem JK, z którym zajął 4. miejsce w Superlidze. Z ekipy „Czarnych Orłów” García w letnim okienku transferowym w 2005 został wypożyczony do występującego w Eredivisie Ajaksu Amsterdam. Tam rywalizował o miejsce w pierwszym składzie z Urbym Emanuelsonem i ostatecznie wziął udział w 16 meczach. Razem z Ajaksem zakończył ligowe rozgrywki na 4. pozycji.
W 2006 piłkarz powrócił do Hiszpanii. Został zatrudniony przez Real Saragossa, w którym od razu zdołał przebić się do podstawowego składu. W pierwszym sezonie gry na La Romareda wystąpił w 34 pojedynkach. Przyczynił się do zajęcia przez swój nowy klub 6. miejsca w lidze i wywalczenia awansu do Pucharu UEFA. 30 lipca 2008 Juanfran podpisał 2-letni kontrakt z greckim AEK–iem Ateny, który zapłacił za niego milion euro.
Podczas sezonu 2009/2010 Juanfran wrócił do swojego pierwszego klubu w karierze – Levante UD.

### Statystyki klubowe
| Sezon   | Klub           | Kraj      | Liga               | Mecze | Bramki | Puchar Kraju | Mecze | Bramki | Rozgrywki Europy   | Mecze | Bramki |
| ------- | -------------- | --------- | ------------------ | ----- | ------ | ------------ | ----- | ------ | ------------------ | ----- | ------ |
| 1994/95 | Levante UD     | Hiszpania | Segunda División B | 3     | 0      | -            | -     | -      | -                  | -     | -      |
| 1995/96 | Levante UD     | Hiszpania | Segunda División B | 12    | 0      | -            | -     | -      | -                  | -     | -      |
| 1996/97 | Levante UD     | Hiszpania | Segunda División   | 33    | 1      | -            | -     | -      | -                  | -     | -      |
| 1997/98 | Valencia CF    | Hiszpania | Primera División   | 20    | 4      | -            | -     | -      | -                  | -     | -      |
| 1998/99 | Valencia CF    | Hiszpania | Primera División   | 21    | 0      | -            | -     | -      | -                  | -     | -      |
| 1999/00 | Celta Vigo     | Hiszpania | Primera División   | 27    | 2      | -            | -     | -      | -                  | -     | -      |
| 2000/01 | Celta Vigo     | Hiszpania | Primera División   | 28    | 2      | -            | -     | -      | -                  | -     | -      |
| 2001/02 | Celta Vigo     | Hiszpania | Primera División   | 25    | 0      | -            | -     | -      | -                  | -     | -      |
| 2002/03 | Celta Vigo     | Hiszpania | Primera División   | 17    | 1      | -            | -     | -      | Puchar UEFA        | 6     | 0      |
| 2003/04 | Celta Vigo     | Hiszpania | Primera División   | 21    | 1      | -            | -     | -      | Liga Mistrzów UEFA | 6     | 1      |
| 2004/05 | Beşiktaş JK    | Turcja    | Süper Lig          | 13    | 1      | -            | -     | -      | Puchar UEFA        | 6     | 0      |
| 2005/06 | AFC Ajax       | Holandia  | Eredivisie         | 16    | 0      | -            | -     | -      | Liga Mistrzów UEFA | 3     | 1      |
| 2006/07 | Real Saragossa | Hiszpania | Primera División   | 34    | 0      | Puchar Króla | 3     | 0      | -                  | -     | -      |
| 2007/08 | Real Saragossa | Hiszpania | Primera División   | 29    | 0      | -            | -     | -      | -                  | -     | -      |
| 2008/09 | AEK Ateny      | Grecja    | Superleague Ellada | 21    | 0      | -            | -     | -      | -                  | -     | -      |
| 2009/10 | AEK Ateny      | Grecja    | Superleague Ellada | 6     | 0      | -            | -     | -      | Liga Europy UEFA   | 4     | 0      |
| 2009/10 | Levante UD     | Hiszpania | Segunda División   | 19    | 0      | -            | -     | -      | -                  | -     | -      |
| 2010/11 | Levante UD     | Hiszpania | Primera División   | 23    | 0      | -            | -     | -      | -                  | -     | -      |
| 2011/12 | Levante UD     | Hiszpania | Primera División   | 29    | 0      | Puchar Króla | 2     | 0      | -                  | -     | -      |
| 2012/13 | Levante UD     | Hiszpania | Primera División   | 29    | 0      | Puchar Króla | 1     | 0      | Liga Europy UEFA   | 6     | 1      |
| 2013/14 | Levante UD     | Hiszpania | Primera División   | 35    | 0      | Puchar Króla | 4     | 1      | -                  | -     | -      |
| 2014/15 | Levante UD     | Hiszpania | Primera División   | 17    | 0      | Puchar Króla | 4     | 0      | -                  | -     | -      |
| 2015/16 | Levante UD     | Hiszpania | Primera División   | 20    | 0      | Puchar Króla | 2     | 0      | -                  | -     | -      |

Stan na: 26 maja 2016 r.

## Kariera reprezentacyjna
W reprezentacji Hiszpanii Juanfran zadebiutował 29 marca 2000 w wygranym 2:0 meczu przeciwko Włochom. W 2002 znalazł się w kadrze José Antonio Camacho na Mistrzostwa Świata w Korei Południowej i Japonii. Na turnieju tym Hiszpanie dotarli do ćwierćfinału, a sam García wystąpił w 3 spotkaniach. Łącznie dla drużyny narodowej zanotował 11 występów.